# Juliane Koepckeová
Juliane Margaret Beate Koepckeová, provdaná Dillerová (* 10. října 1954 Lima) je peruánská zooložka německého původu, známá jako jediná osoba, která přežila havárii letu LANSA 508.
Její rodiče Hans-Wilhelm Koepcke a Maria Koepckeová byli němečtí biologové, kteří se po druhé světové válce usadili v Peru a založili v pralese na řece Pachitea výzkumnou stanici Panguana. Na Štědrý den roku 1971 letěla sedmnáctiletá Juliane s matkou z Limy do města Pucallpa za otcem. Jejich letadlo se dostalo do bouřky a po zásahu bleskem se zřítilo z tříkilometrové výšky do džungle v provincii Puerto Inca. Z 92 osob na palubě přežila pád pouze Juliane, která byla připoutána k sedadlu. Utrpěla ovšem četné zlomeniny a otřes mozku a teprve když nabyla vědomí, rozhodla se dojít k nejbližším lidským sídlům: protože vyrostla v divočině a znala základní techniky přežití, vydala se po proudu nedalekého potoka. Cestu jí komplikovala krátkozrakost (při pádu se jí rozbily brýle), hlad i bolestivé abscesy způsobené štípnutím hmyzu. Po deseti dnech chůze se jí podařilo dorazit do tábora dřevorubců, odkud byla přepravena do nemocnice.
Po vyléčení z následků katastrofy Juliane studovala biologii na univerzitě v Kielu a na Mnichovské univerzitě a stala se přední odbornicí na tropické netopýry, pracuje ve Státní zoologické sbírce v Mnichově.

## Film
Přežití Juliane Koepckeové se stalo námětem italsko-amerického filmu z roku 1974 Zázraky se dějí. Juliane ztvárnila britská herečka Susan Penhaligonová. Film dokonce vysílala televize v socialistickém Československu.